# Лонгобарди
Лонгобарди (итал. Longobardi) — коммуна в Италии, располагается в регионе Калабрия, подчиняется административному центру Козенца.
Население составляет 2343 человека, плотность населения составляет 123 чел./км². Занимает площадь 19 км². Почтовый индекс — 87030. Телефонный код — 0982.
Покровительницей коммуны почитается святая Доменика Тропейская, празднование 6 июля.